# Cissus venezuelensis
Cissus venezuelensis är en vinväxtart som beskrevs av Julian Alfred Steyermark. Cissus venezuelensis ingår i släktet Cissus och familjen vinväxter. Inga underarter finns listade i Catalogue of Life.